# Louisiana Field
Het Louisiana Field is een multifunctioneel stadion in Orange Walk Town, een stad in Belize. 
Het stadion wordt vooral gebruikt voor voetbalwedstrijden, de voetbalclub Juventus FC maakt gebruik van dit stadion (tot 2012 gebruikte deze club Orange Walk People's Stadion). In het stadion is plaats voor 2.000 toeschouwers.